# Creep 2
Série
Creep
(2014) The Creep Tapes (série télévisée)
(2024)
Pour plus de détails, voir Fiche technique et Distribution.
Creep 2 est un film américain en found footage réalisé par Patrick Brice, sorti en 2017. Il fait suite à Creep.

## Synopsis
Un tueur en série attirant des vidéastes chez lui pour les tuer est lassé de son procédé et décide désormais qu'il va annoncer d'emblée à ses victimes qu'il est un assassin.

## Fiche technique
- Titre : Creep 2
- Réalisation : Patrick Brice
- Scénario : Mark Duplass et Patrick Brice
- Musique : Julian Wass
- Photographie : Desiree Akhavan et Patrick Brice
- Montage : Christopher Donlon
- Production : Carolyn Craddock
- Société de production : Blumhouse Productions et Duplass Brothers Productions
- Pays :  États-Unis
- Genre : Horreur et thriller
- Durée : 78 minutes
- Dates de sortie : 
  -  États-Unis : 24 octobre 2017

## Distribution
- Karan Soni (VF : Michel Barrio) : Dave
- Mark Duplass (VF : Tangi Colombel) : Aaron
- Desiree Akhavan (VF : Romane Vallée) : Sara
- Kyle Field : Wade
- Caveh Zahedi : Randy
- Jeff Man : Alex
- Patrick Brice : Aaron (du premier film)

## Suite
Patrick Brice a annoncé son intention de réaliser Creep 3.
Le film  est adaptée en série télévisée sous le titre de The Creep Tapes et diffusée depuis le 15 novembre 2024 sur Shudder et AMC+